# Danh sách quan niệm sai lầm phổ biến
Dưới đây là danh sách các quan niệm sai lầm phổ biến. Các mục trong bài viết này truyền đạt sự thật, còn bản thân các quan niệm sai lầm chỉ được ngụ ý.

## Nghệ thuật và văn hóa

### Thực phẩm và nấu ăn
- Mì chính không gây đau đầu hay bất cứ triệu chứng gì có liên quan đến cái gọi là hội chứng nhà hàng Trung Quốc, cũng không có bằng chứng nào cho thấy có những người nhạy cảm với mì chính hơn người bình thường.[1]
- Hầu hết thực phẩm vẫn có thể ăn được trong một thời gian dài sau khi đã hết hạn sử dụng, trừ một số thực phẩm dễ hỏng.[2]
- Nơi tập trung vị cay của ớt không phải là hạt. Ngược lại, hạt ớt chứa khá ít capsaicin, hợp chất gây ra cảm giác cay ở các động vật có vú. Bộ phận có nồng độ capsaicin cao nhất thực ra là phần cùi gắn kết hạt với vỏ.[3]

#### Lịch sử thực phẩm

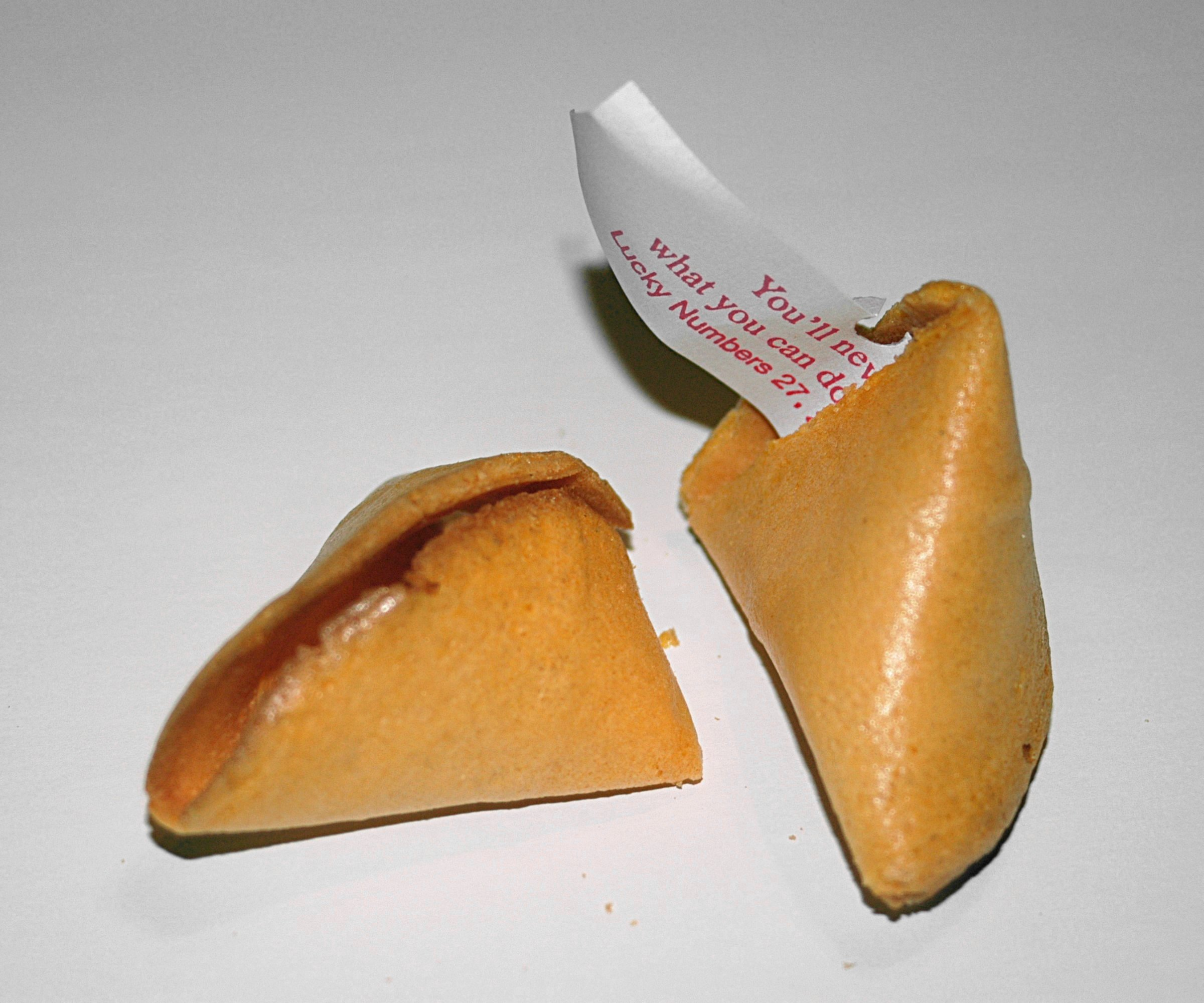
Bánh may mắn (fortune cookie) thường được liên hệ với ẩm thực Trung Quốc, nhưng thực ra có nguồn gốc từ Nhật Bản. Người Trung Quốc gần như không bao giờ ăn loại bánh này và ngược lại liên hệ chúng với văn hóa Mỹ.

- Bánh may mắn (fortune cookie) không tồn tại trong ẩm thực Trung Quốc mặc dù chúng xuất hiện phổ biến trong các nhà hàng Trung Quốc tại Mỹ. Chúng thực ra bắt nguồn và du nhập vào Mỹ từ Nhật Bản.[4] Ở Trung Quốc, loại bánh này rất hiếm gặp và được liên hệ với văn hóa Mỹ.[5]

#### Lò vi sóng
- Lò vi sóng không làm nóng thực phẩm bằng cách cộng hưởng với các phân tử nước trong thực phẩm mà là bằng điện môi.[6]
- Lò vi sóng không làm nóng thực phẩm từ bên trong. Sóng vi ba 2,45 GHz chỉ có thể xâm nhập khoảng 1 xentimét (3⁄8 inch) vào bên trong hầu hết thực phẩm. Ở những thực phẩm có độ dày lớn, phần bên trong được làm nóng bằng nhiệt lượng được dẫn từ phần bên ngoài vào.[7]
- Lò vi sóng không có khả năng gây ung thư, bởi sóng vi ba không phải là một loại bức xạ ion hóa và vì thế không có nguy cơ gây ung thư như những loại bức xạ ion hóa như tia X. Các nghiên cứu về nguy cơ gây ung thư liên quan đến lò vi sóng chưa tìm thấy bằng chứng nào cho thấy bức xạ từ lò vi sóng có thể gây ung thư, ngay cả ở mức bức xạ cao hơn nhiều so với những gì người sử dụng có khả năng gặp phải khi lò vi sóng bị rò rỉ.[8]
- Nhìn vào lò vi sóng không gây hại cho mắt.[9] Bất cứ lượng nhiệt hay bức xạ nào có thể gây hại cho mắt đều không thể thoát ra bên ngoài lò.[10]

### Văn học
- Nhiều câu danh ngôn được trích dẫn một cách phổ biến thực ra không có thật hoặc được gán cho những người thực ra không phải là tác giả của chúng. Cũng có nhiều câu trích dẫn khuyết danh hoặc của những tác giả ít được biết đến nhưng được gán cho các nhân vật nổi tiếng hơn. Các nhân vật thường xuyên được trích dẫn sai bao gồm Mark Twain, Albert Einstein, Adolf Hitler, Winston Churchill, Abraham Lincoln, William Shakespeare và Phật Thích-ca-mâu-ni.[11]
- Frankenstein (tiêu đề cuốn tiểu thuyết năm 1818 của Mary Shelley) thực ra là tên của nhân vật chính Victor Frankenstein, nhà khoa học đã tạo ra sinh vật trong cuốn tiểu thuyết chứ không phải là tên của sinh vật đó. Trong cuốn tiểu thuyết, sinh vật đó không được đặt tên mà chỉ được gọi là quái vật của Frankenstein. Tuy nhiên, các tác phẩm chuyển thể sau này đã gọi con quái vật là Frankenstein, từ đó cách gọi này trở nên phổ biến.[12][13]

### Âm nhạc
- Mozart không phải là người Áo. Khi ông còn sống, Salzburg không thuộc về Đại Công quốc Áo mà gần như là một nhà nước độc lập có tên gọi Giáo phận vương quyền Salzburg nằm trong Vòng tròn Bayern thuộc Đế quốc La Mã Thần thánh. Chỉ đến năm 1805, 14 năm sau khi ông chết, Salzburg mới được sáp nhập vào Đế quốc Áo.[14]
- Mozart không chết vì ngộ độc và cũng không bị Antonio Salieri hay bất kỳ ai khác đầu độc.[15] Tin đồn sai sự thật này xuất hiện không lâu sau khi Salieri chết và được cường điệu hóa trong vở kịch Mozart và Salieri của Alexander Pushkin.[16]

### Tôn giáo

#### Do Thái giáo

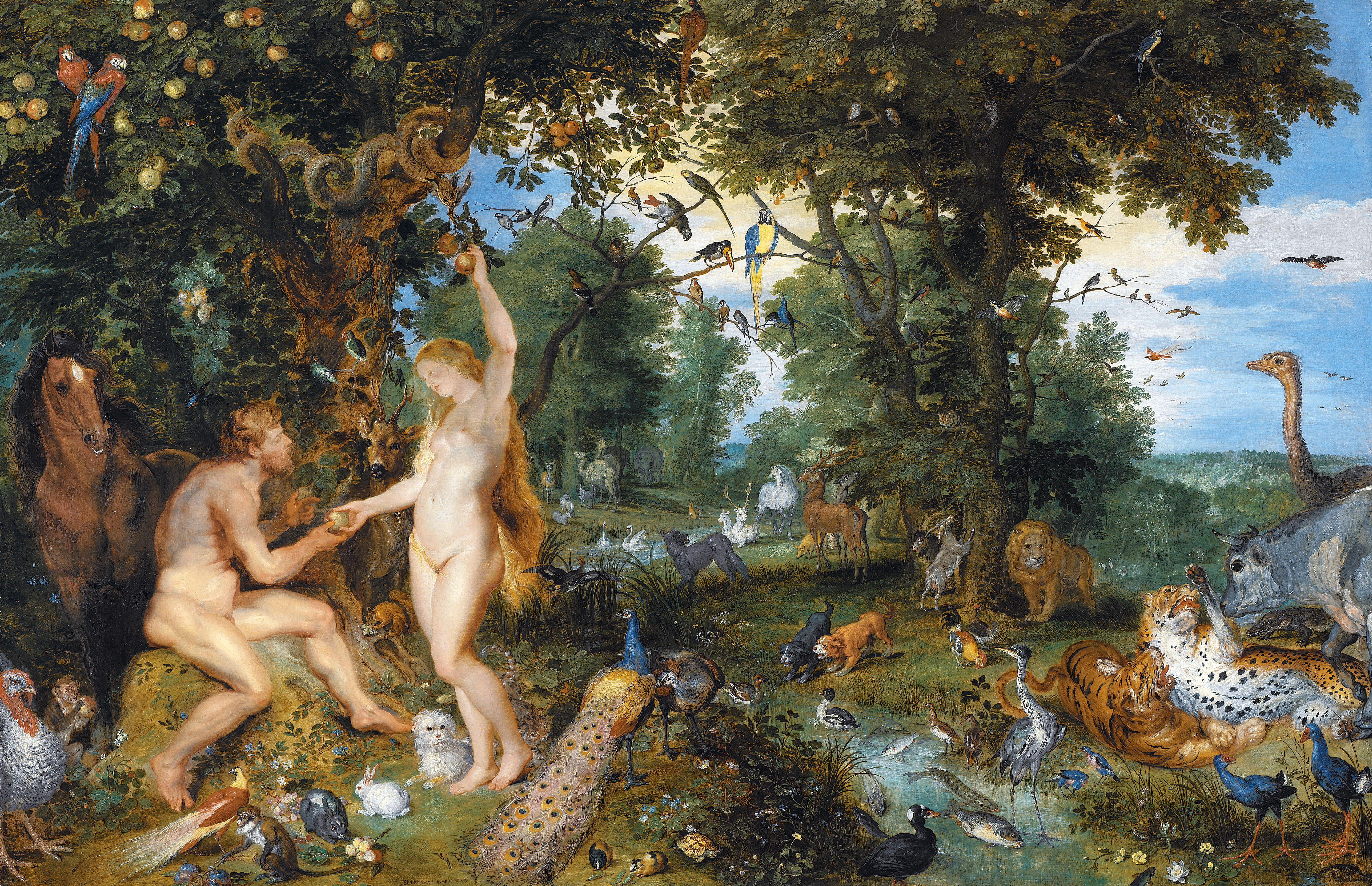
Mặc dù trái cấm thường được miêu tả là một quả táo trong nghệ thuật, Sách Sáng Thế không nhắc đến việc nó là loại quả gì.

- Sách Sáng Thế không viết rằng trái cấm là một quả táo như những gì được miêu tả một cách phổ biến trong nghệ thuật phương Tây.[17] Văn tự gốc viết bằng tiếng Hebrew chỉ nhắc đến các từ "cây" và "quả". Các bản dịch sang tiếng Latin sử dụng từ mali có nghĩa là "xấu xa" hoặc "táo" tùy thuộc vần a được phát âm ngắn hay dài, mặc dù văn nói Latin đã không còn phân biệt nguyên âm ngắn hay dài ở thời điểm đó. Trong các ngữ tộc German cổ, từ apple (quả táo) thường chỉ có nghĩa là "quả". Từ thể kỷ 12 trở đi, các họa sĩ người Đức và Pháp thường vẽ trái cấm là một quả táo, và trong tác phẩm Areopagitica (1644), John Milton trực tiếp viết rằng trái cấm là một quả táo.[18] Các học giả người Do Thái cho rằng trái cấm có thể là một quả nho, quả sung, quả mơ hoặc quả etrog.[19]

#### Kitô giáo
- Chúa Giêsu nhiều khả năng không được sinh ra vào bất cứ ngày nào tương đương với ngày Giáng sinh 25 tháng 12. Sự kiện này nhiều khả năng đã xảy ra vào mùa xuân hoặc mùa hè, trong khi ở bán cầu Bắc, ngày 25 tháng 12 rơi vào đầu mùa đông. Bên cạnh đó, mặc dù Công Nguyên được xem là mốc thời gian Chúa Giêsu được sinh ra,[20] nhưng ít khả năng điều đó đã xảy ra vào năm 1 trước công nguyên (TCN) hay năm 1 sau công nguyên. Các nhà sử học hiện đại ước tình rằng Chúa Giêsu ra đời trong khoảng năm 6 TCN đến năm 4 TCN.[21]
- Kinh Thánh không viết rằng đã có đúng ba nhà đạo sĩ đến thăm Chúa Giêsu, cũng không nhắc đến việc họ là các nhà vua, họ cưỡi lạc đà, tên họ là Casper, Melchior và Balthazar, hay da của họ màu gì.[cần dẫn nguồn] Việc có ba nhà đạo sĩ được suy luận từ ba món quà mà Chúa Giê-su nhận được, nhưng Kinh Thánh chỉ viết rằng có nhiều hơn một nhà đạo sĩ;[22] mặc dù vậy, từ thế kỷ thứ 3, trong các tác phẩm nghệ thuật về sự giáng sinh của Chúa Giêsu gần như luôn chỉ có ba nhà đạo sĩ.[23]
- Tín điều Đức Mẹ vô nhiễm nguyên tội của Giáo hội Công giáo La Mã nói rằng Đức Mẹ Maria không mắc tội tổ tông khi ra đời, chứ không nói rằng Đức Mẹ sinh ra Chúa Giêsu khi vẫn còn là một trinh nữ.[24]

#### Hồi giáo

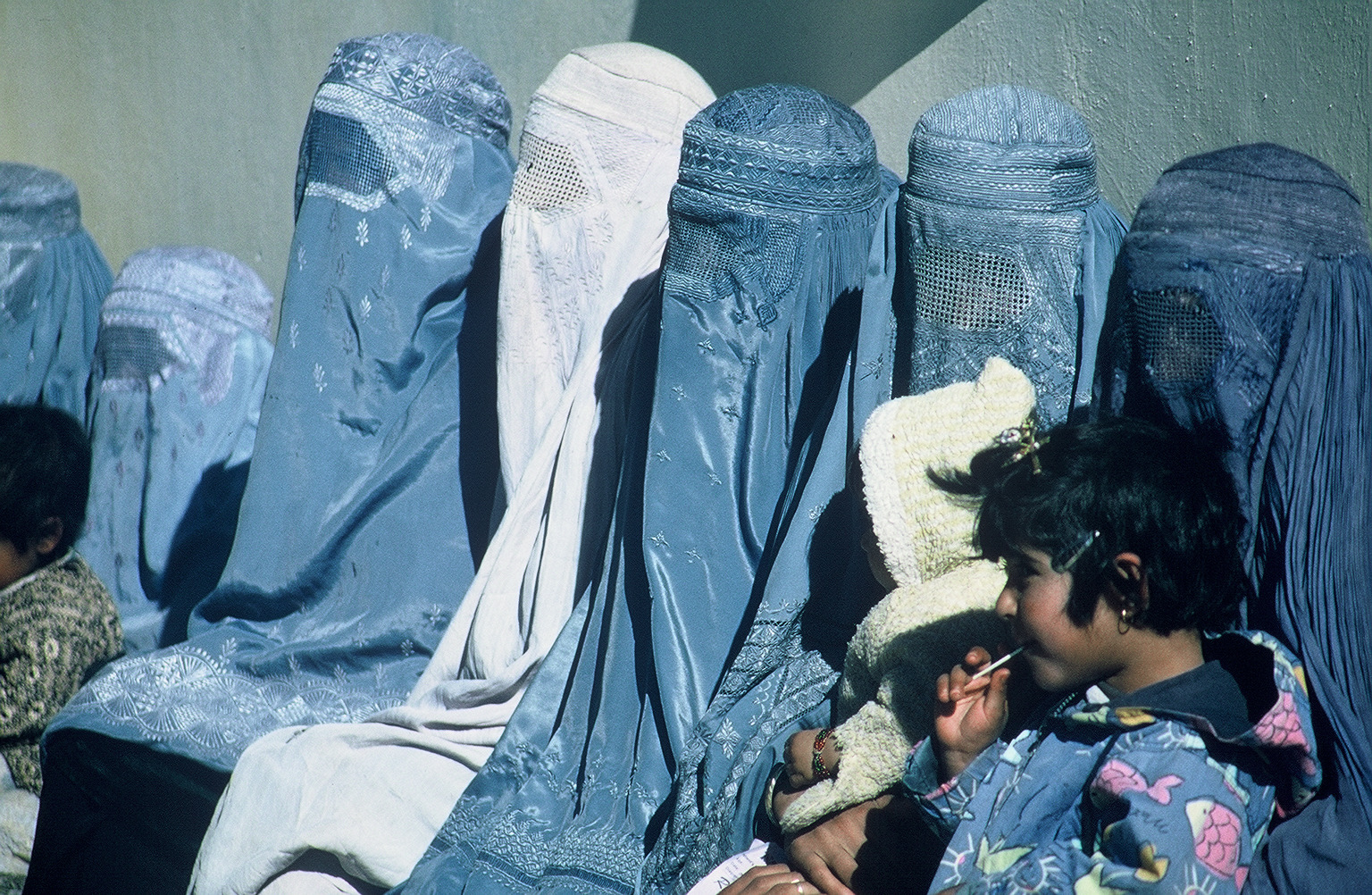
Phụ nữ Afghanistan mặc burqa

- Không phải phụ nữ Hồi giáo nào cũng mặc trang phục phủ kín cơ thể, đầu và mặt tên là burqa. Nhiều phụ nữ Hồi giáo, nhưng không phải tất cả, chỉ che tóc của mình bằng hijab, hoặc che tóc và mặt (trừ hai mắt) bằng niqab.[25]
- Kinh Qur'an không viết rằng những người tử vì đạo sẽ được ban 72 trinh nữ trên thiên đường; thay vào đó, tất cả mọi người—dù có tử vì đạo hay không—đều được ban những người bạn đồng hành (houri), mặc dù số lượng cụ thể không được ghi rõ. 72 trinh nữ được nhắc đến trong hadith của Imam Tirmidhi trong Sunan al-Tirmidhi.[26][27] Hadith là những câu nói và hành động của nhà tiên tri Muhammad được người khác kể lại, và vì thế không phải là một phần của Kinh Qur'an. Do đó, người Hồi giáo không nhất thiết phải tin vào tất cả mọi hadith, nhất là những hadith có nguồn gốc không rõ ràng như ở trường hợp này.[28]

### Thể thao

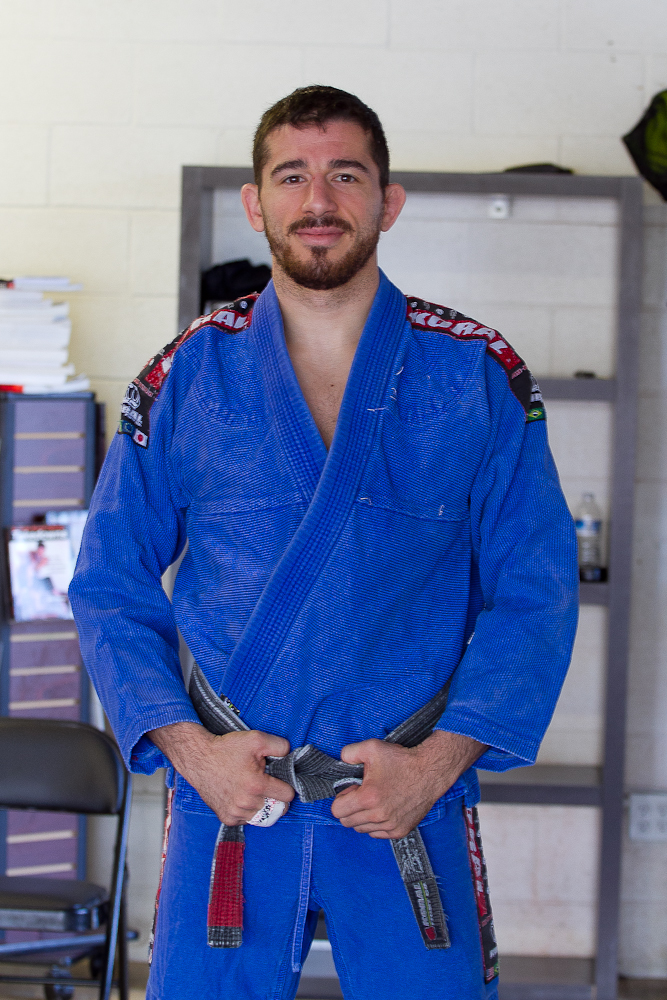
Marcos Torregrosa đeo đai đen jiu-jitsu Brasil với một sọc đỏ

- Trong các môn võ thuật, đai đen không phải lúc nào cũng thể hiện trình độ cao. Đai đen bắt đầu được sử dụng trong môn võ judo vào thập niên 1880 để thể hiện rằng người đeo đã thành thạo tất cả các động tác cơ bản và đạt hạng dan thứ nhất. Khi người đeo đạt các hạng cao hơn, đai đen của họ sẽ có những thay đổi tùy theo môn võ. Trong võ judo và các môn võ bắt nguồn từ judo chẳng hạn như jiu-jitsu Brasil, đai đen được thêm các sọc đỏ và trắng, còn các võ sư ở cấp cao nhất nhất thì đeo đai đỏ tuyền.[29] Các môn võ khác như taekwondo thì thêm các vạch vàng lên đai đen để thể hiện hạng dan của người đeo.

### Ngôn ngữ
- Không chỉ có một ngôn ngữ ký hiệu duy nhất được sử dụng trên toàn thế giới. Mỗi quốc gia có ngôn ngữ ký hiệu của riêng mình và một số nước có nhiều hơn một ngôn ngữ ký hiệu (mặc dù có nhiều điểm tương đồng giữa các ngôn ngữ này).[30]

### Kiến trúc
- Mặc dù tên gọi "Big Ben" thường được dùng để chỉ một trong những ngọn tháp của cung điện Westminster hoặc thậm chí là cả cung điện, đây thực ra là biệt danh của quả chuông lớn nhất nằm trong ngọn tháp đó. Tên thực sự của ngọn tháp là Tháp Elizabeth.[31]

## Lịch sử

### Cổ đại

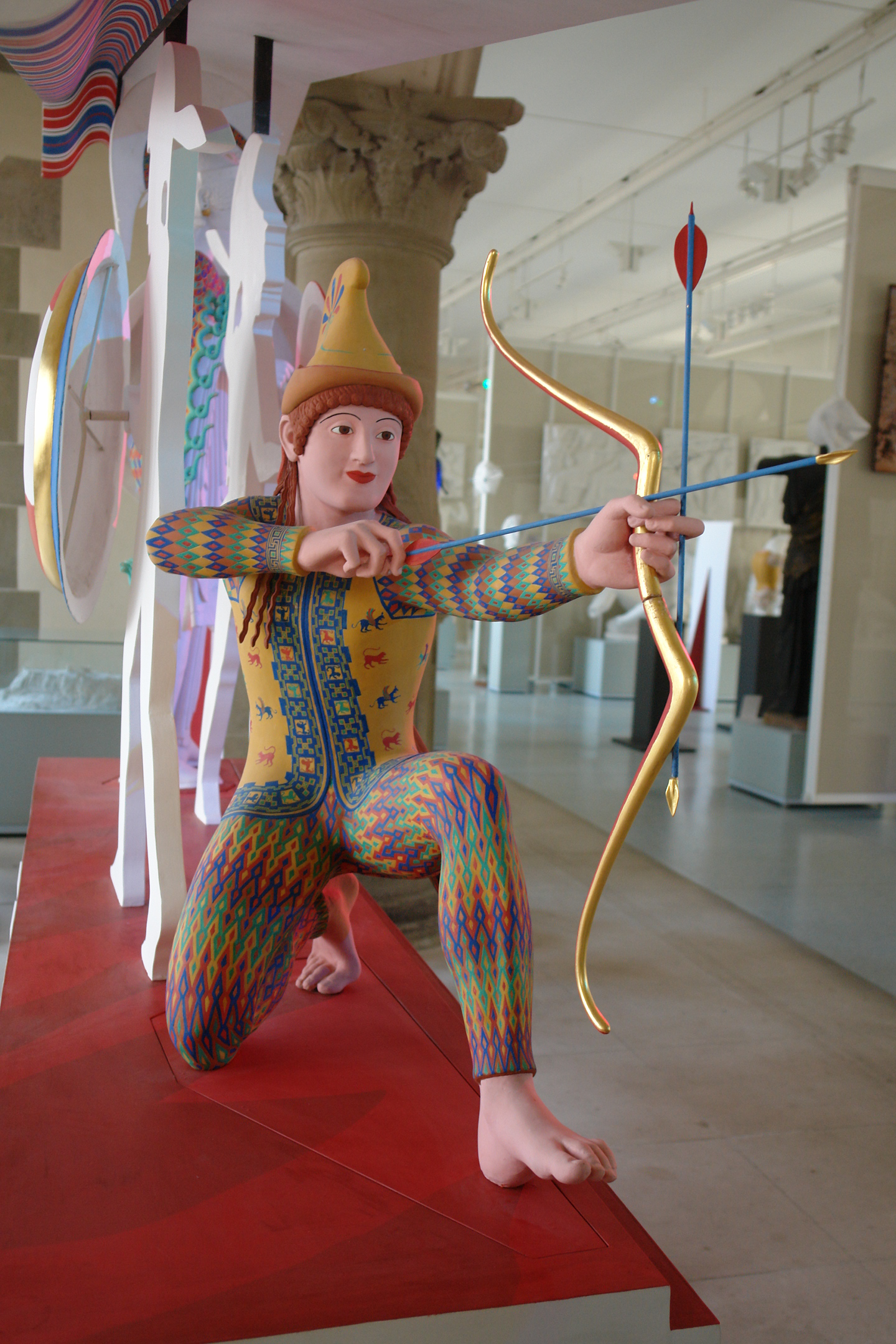
Các bức điêu khắc Hy Lạp cổ đại vốn được sơn nhiều màu sắc sặc sỡ.

- Các bức tượng điêu khắc Hy Lạp và La Mã cổ đại vốn được sơn nhiều màu sắc sặc sỡ; ngày nay chúng có màu trắng vì các màu sơn ban đầu đã phai đi hết. Một số bức tượng tương đối nguyên vẹn vẫn mang những dấu vết của màu sắc ban đầu.[32][33]
- Lăng mộ của Tutankhamun không được khắc một lời nguyền lên những người xâm phạm nó. Đây là một thông tin được các phóng viên báo lá cải thế kỷ 20 bịa đặt.[34]

### Trung Cổ và Phục Hưng
- Thời Trung Cổ không phải là một "thời kỳ của sự ngu muội, mọi rợ và mê tín", và Giáo hội cũng không áp đặt quyền hạn của mình lên đời sống cá nhân hay các hoạt động tư duy lý trí.[35] Theo nhà sử học Edward Grant, các tư tưởng duy lí mang tính cách mạng của Thời kỳ Khai Sáng ra đời trên nền tảng rằng "lý luận là một trong những hoạt động quan trọng nhất của con người" được xây dựng trong thời Trung Cổ.[36] Hơn thế nữa, theo nhà sử học David C. Lindberg, trái với quan niệm thông thường, "các học giả cuối thời Trung Cổ hiếm khi phải chịu sự thao túng của Giáo hội" và được "tự do theo đuổi những suy nghĩ và quan sát của mình (đặc biệt là trong lĩnh vực khoa học tự nhiên)".[37] Tuy nhiên, quan niệm sai lầm rằng giai đoạn này là một  "thời kỳ Tăm tối" vẫn còn tồn tại đến ngày nay.
- Không có bằng chứng nào cho thấy người trưởng thành thời Trung Cổ thường chỉ sống đến năm 30 hoặc 40 tuổi, mặc dù đúng là tuổi thọ trung bình ở thời này thấp hơn rất nhiều so với thời hiện đại,[38] Theo các số liệu, con số này là tuổi thọ trung bình ở thời điểm chào đời và là kết quả của tỷ lệ tử vong cao ở trẻ sơ sinh và trẻ em. Trong khi đó, những người đã sống đến tuổi trưởng thành có tuổi thọ trung bình cao hơn nhiều.[39] Theo một ước tính, một người đàn ông 21 tuổi ở Anh thời Phục Hưng có thể sống đến năm 64 tuổi.[40] Tuổi thọ trung bình của người trưởng thành có thể khác biệt rất nhiều với tuổi thọ trung bình của trẻ sơ sinh, đặc biệt là trước cuộc cách mạng công nghiệp.[39] Người Neanderthal mới là trường hợp mà phần lớn cá thể thật sự chết trước năm 40 tuổi, chủ yếu là do thương tích.[41]
- Không có bằng chứng nào cho thấy người Viking từng đội mũ có sừng; những chiếc mũ như vậy sẽ rất bất tiện khi chiến đấu.[42] Trên thực tế, hình ảnh người Viking đội mũ có sừng xuất phát từ đạo cụ của vở opera Der Ring des Nibelungen của Richard Wagner khi nó được biểu diễn vào năm 1876.[43]
- Người châu Âu thời Trung Cổ không tin rằng Trái Đất phẳng. Các học giả đã biết Trái Đất hình cầu từ muộn nhất là năm 500 TCN.[44] Quan niệm Trái Đất phẳng được các tín đồ đạo Tin lành khởi xướng vào thế kỷ 17 nhằm phủ nhận các giáo lý Công giáo.[45]
- Christopher Columbus không phải là người châu Âu đầu tiên đặt chân đến châu Mỹ:[46] Leif Erikson, và rất có thể là những người Viking trước ông, đã khám phá Vinland, nay là hòn đảo Newfoundland thuộc Canada hoặc một khu vực bao gồm Newfoundland và một số vùng khác của lục địa Bắc Mỹ. Các tàn tích ở L'Anse aux Meadows cho thấy người Bắc Âu đã xây dựng ít nhất một khu định cư ở Newfoundland. Columbus cũng không đặt chân lên bất cứ hòn đảo nào thuộc địa phận Hoa Kỳ ngày nay; phần lớn những lần cập bến của Columbus trong chuyến đi thứ tư của ông diễn ra trên các hòn đảo Caribe mà ngày này là những quốc gia độc lập. Tuy nhiên, đúng là Columbus đã đặt chân đến lục địa Nam Mỹ trong chuyến đi thứ ba của ông đến châu Mỹ (1498–1500).

### Cận đại
- Câu chuyện Isaac Newton được truyền cảm hứng nghiên cứu bản chất của lực hấp dẫn sau khi bị một quả táo rơi vào đầu gần như chắc chắn không phải là sự thật. Theo lời Newton, ông nảy ra ý tưởng đó khi đang ngồi "trầm tư" và nhìn thấy "một quá táo rơi xuống đất."
- Những người bị kết tội trong các vụ xét xử phù thủy tại Salem ở Bắc Mỹ không bị thiêu sống; khoảng 15 người chết trong nhà giam, 19 người bị treo cổ và một người bị đè chết bằng đá.[47]

### Hiện đại

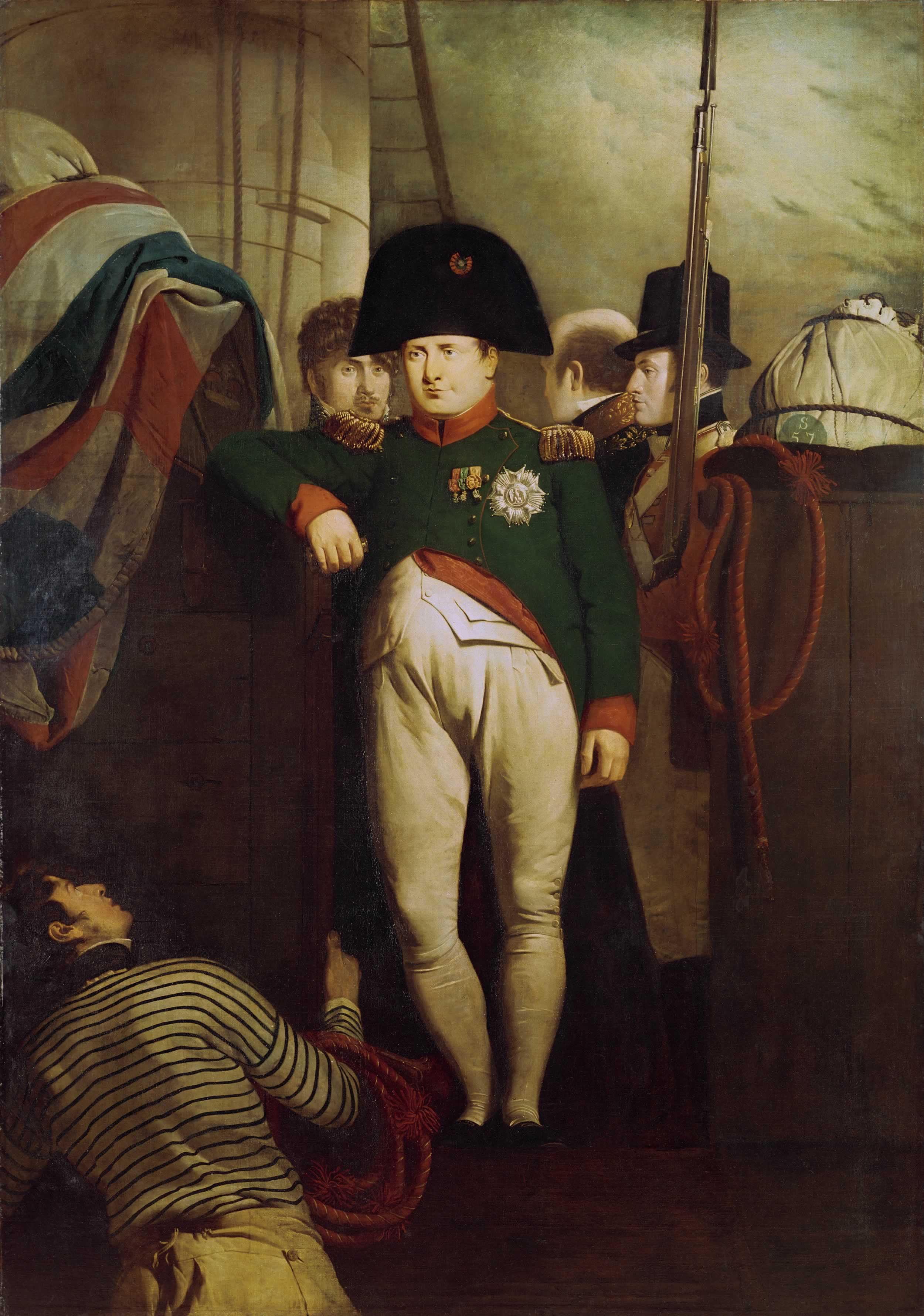
Napoleon trên chiến hạm Bellerophon, một bức tranh vẽ Napoleon I của Charles Lock Eastlake.

- Napoleon Bonaparte không thấp. Trên thực tế, ông thậm chí còn cao hơn một chút so với mức trung bình của nam giới ở Pháp tại thời điểm đó.[48] Sau cái chết của vị Hoàng đế vào năm 1821, chiều cao của ông được ghi lại là 5 foot 2 inch theo hệ đo lường Pháp, tương đương với 5 foot 7 inch (1,70 m) theo hệ đo lường Anh.[49] Biệt danh le Petit Caporal (viên hạ sĩ nhỏ bé) của ông chỉ đơn giản là một cách gọi thân mật.[50] Napoleon thường đi cùng những cận vệ hoàng gia được tuyển chọn dựa trên chiều cao[51]—điều này cũng có thể đã góp phần dẫn đến quan niệm rằng ông là một người thấp.
- Mũ cao bồi vốn không phổ biến ở miền Viễn Tây Hoa Kỳ mà mũ derby hay mũ bowler mới là loại mũ được ưa chuộng.[52] Chiến dịch quảng bá cho mẫu mũ cao bồi "Boss of the Plains" được Stetson tiến hành sau cuộc nội chiến là nguyên nhân chính dẫn đến sự nổi tiếng của loại mũ này.[53]
- Albert Einstein không hề thi trượt một bài kiểm tra toán nào ở trường. Khi thấy bài báo viết như vậy, ông nói "Tôi không thi trượt môn toán bao giờ.... Trước năm 15 tuổi tôi đã thành thạo vi phân và tích phân."[54] Tuy nhiên, đúng là Einstein đã thi trượt kỳ thi tuyển sinh đầu tiên của ông vào Viện Công nghệ Liên bang Thụy Sĩ (ETH) vào năm 1895, khi ông ít hơn các thí sinh khác hai tuổi, dù đạt điểm rất cao trong phần thi toán và khoa học. Ông đã thi đỗ trong lần thi thứ hai.[55]

## Khoa học và công nghệ

### Thiên văn học và du hành không gian

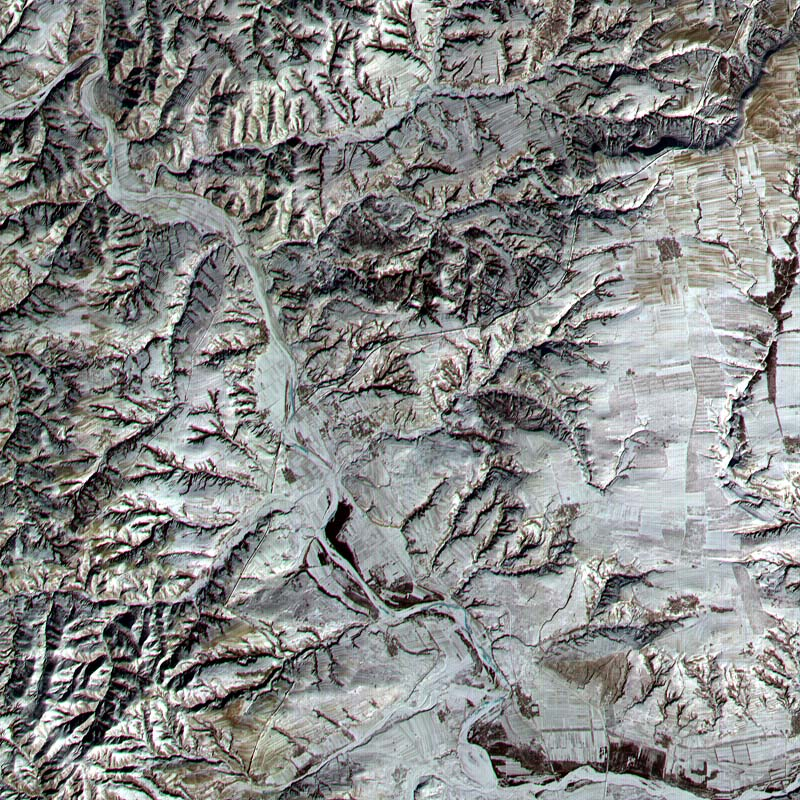
Trong hình chụp bằng vệ tinh này, Vạn Lý Trường Thành chạy từ góc dưới bên trái lên góc trên bên phải (đừng nhầm lẫn với con sông trông nổi bật hơn chạy từ góc trên bên trái xuống góc dưới bên phải). Khu vực trong ảnh có diện tích 12 × 12 km.

- Vạn Lý Trường Thành không phải là kiến trúc nhân tạo duy nhất có thể được nhìn thấy từ không gian hay từ Mặt Trăng. Không có nhà khoa học nào thuộc Chương trình Apollo cho biết họ có thể nhìn thấy bất cứ vật thể nhân tạo nào từ Mặt Trăng. Ngay cả các nhà khoa học trên quỹ đạo xung quanh Trái Đất cũng chỉ có thể nhìn thầy bức tường thành qua hình ảnh được phóng đại.[56]
- Các hố đen không sở hữu khả năng đặc biệt nào trong việc hút vật chất. Chúng có cùng lực hấp dẫn với bất cứ vật thể nào có cùng khối lượng với chúng.[57] Nếu Mặt Trời bị thay thế bởi một hố đen có cùng khối lượng, quỹ đạo của các hành tinh trong hệ Mặt Trời sẽ gần như không bị ảnh hưởng. Một hố đen có thể hút một lượng lớn vật chất xung quanh nó như một cái "máy hút bụi vũ trụ", nhưng điều đó có nghĩa là ngôi sao hình thành nên nó vốn đã có thể làm như thế rồi.[58]
- Các mùa trong năm không phải là kết quả của việc toàn bộ Trái Đất ở gần Mặt Trời hơn vào mùa hè và ở xa Mặt Trời hơn vào mùa đông, mà là kết quả của độ nghiêng trục quay 23,4 độ của Trái Đất. Bán cầu nào nghiêng về phía Mặt Trời thì ở Bán cầu đó sẽ là mùa hè (cụ thể là tháng 7 đối với Bắc Bán cầu và tháng 1 đối với Nam Bán cầu) và ngược lại với mùa đông.[59][60]
- Khi một sao băng hoặc tàu vũ trụ rơi vào khí quyển, nhiệt độ cao không được sản sinh (chủ yếu) bởi ma sát, mà là bởi sự nén khí đoạn nhiệt xảy ra ở phía trước vật thể đó.[61][62][63]
- Mặt Trời thực chất có màu trắng chứ không phải màu vàng.[64] Sự tán xạ trong khí quyển khiến cho nó trông như có màu vàng, cam hay đỏ lúc bình minh hoặc hoàng hôn.[64]

### Sinh học

#### Động vật có xương sống

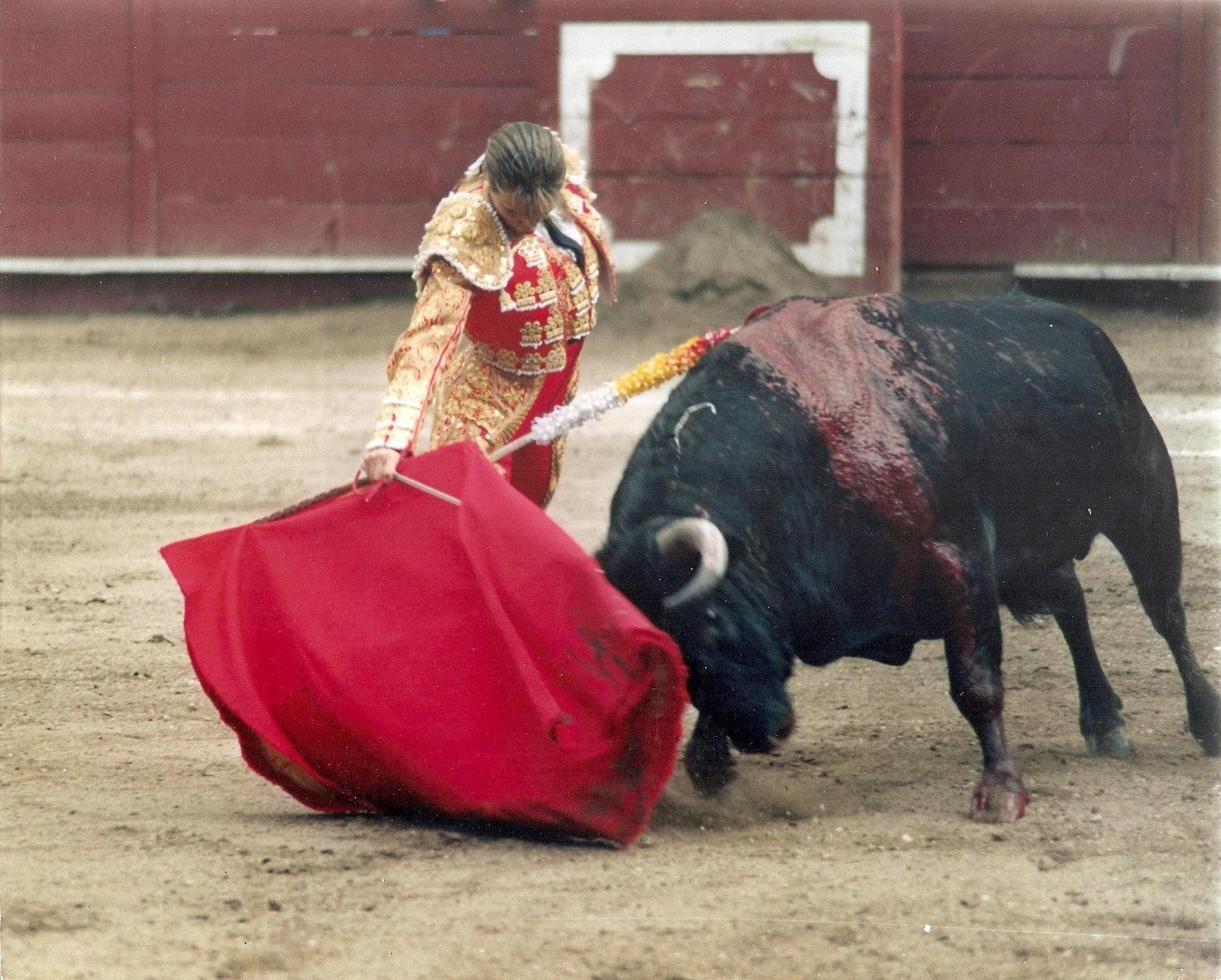
Màu đỏ của tấm vải không phải là điều khiến bò tốt nổi giận

- Khi sắp chết, các con voi già không rời khỏi bầy đàn của mình và tìm đường đến một địa điểm cụ thể gọi là nghĩa địa voi để chết.[65]
- Bò tót không nổi giận vì nhìn thấy màu đỏ trên tấm vải của các đấu sĩ. Bò chỉ phân biệt được hai màu, nên màu đỏ không phải là một màu nổi bật đối với chúng. Bò tót tấn công người đấu sĩ đơn giản vì chúng xem là họ là một mối đe dọa.[66]
- Chó không tiết mồ hôi qua nước bọt[67] mà chủ yếu qua các tuyến mồ hôi ở đệm chân. Tuy nhiên, đúng là chó thở bằng miệng để điều hòa thân nhiệt.[68]
- Dơi không mù. Khoảng 70% các loài dơi, chủ yếu trong phân bộ Dơi nhỏ, dùng tiếng vang để định hướng, nhưng tất cả các loài dơi đều có mắt và có thể nhìn. Ngoài ra, gần như tất cả các loài trong họ Dơi quạ đều không định hướng bằng tiếng vang và có thể nhìn rất tốt trong đêm tối.[69]
- Đà điểu không vùi đầu xuống cát để ẩn nấp khỏi kẻ thù hay khi ngủ.[70] Không rõ quan niệm này bắt nguồn từ đâu nhưng có thể là do Gaius Plinius Secundus (23–79 CN) đã viết: đà điểu "tưởng rằng toàn bộ cơ thể của mình đã được che dấu khi chúng vùi đầu và cổ vào một bụi cây."[71]
- Trí nhớ của cá vàng không chỉ kéo dài trong vài giây mà có thể lên đến một vài tháng.[72][73]
- Trong một đàn sói, không có con nào là "alpha". Thuật ngữ "sói alpha" bắt nguồn từ một nghiên cứu chỉ được thực hiện trên những con sói trưởng thành không có liên hệ gì với nhau trong điều kiện nuôi nhốt. Trong môi trường hoang dã, các đàn sói có cấu trúc tương tự như gia đình của con người: không có sự phân biệt thứ bậc cụ thể nào, sói bố và sói mẹ dẫn đầu đàn cho đến khi sói con trưởng thành và lập nên những gia đình của riêng mình, các con sói ít tuổi hơn không lật đổ "alpha" để trở thành con đầu đàn mới, và các cuộc đụng độ để khẳng định vị thế chỉ xảy ra trong những hoàn cảnh cá biệt.[74][75]
- Nhím không thể phóng lông của mình, mặc dù đúng là lông của chúng có thể tách rời khỏi cơ thể.[76][77]
- Chuột không đặc biệt thích ăn pho mát mà trên thực tế chỉ ăn pho mát nếu không có lựa chọn nào tốt hơn. Chúng thường thích ăn các loại thực phẩm có vị ngọt. Không rõ quan niệm này bắt nguồn từ đâu.[78]
- Cá Piranha không chỉ ăn thịt mà thực ra là động vật ăn tạp và chỉ bơi thành đàn để bảo vệ lẫn nhau khỏi kẻ săn mồi chứ không phải để tấn công. Chúng rất hiếm khi tấn công con người và chỉ làm như thế khi bị căng thẳng hoặc đe dọa. Người bị tấn công cũng chỉ bị cắn ở tay và chân.[79]

#### Động vật không xương sống
- Khi bị cắt làm đôi, giun đất không nhân đôi thành hai con khác nhau. Chỉ có một số ít loài giun đất[80] có khả năng tự tái tạo. Nhưng kể cả trong những trường hợp đó, chỉ có nửa trước của con giun (nơi có miệng của nó) mới có thể sống sót, còn nửa sau sẽ chết.[81] Tuy nhiên, một số loài giun dẹp có khả năng tách thành hai con mới khi bị cắt ngang hoặc cắt dọc làm đôi.[82]
- Ruồi nhà có tuổi thọ trung bình từ 20 đến 30 ngày chứ không phải là 24 giờ.[83] Quan niệm này có thể xuất phát từ sự nhầm lẫn giữa ruồi với phù du; ở một số loài thuộc Bộ phù du, con trưởng thành có thể chỉ sống được 5 phút.[84]
- Quan niệm rằng trong suốt cuộc đời, mỗi người đều nuốt một số lượng nhện nhất định khi đang ngủ là không có căn cứ. Khi ngủ, con người phát ra nhiều âm thanh và rung động từ việc hít thở, ngáy, v.v. và tất cả những điều đó sẽ khiến nhện không muốn lại gần.[85][86]
- Ong mật châu Âu thường được xem là đóng vai trò thiết yếu đối với hoạt động sản xuất lương thực của con người, dẫn đến những ý kiến cho rằng nếu không có sự thụ phấn của chúng, con người sẽ chết đói và tuyệt chủng.[87] Trên thực tế, nhiều loại hoa màu quan trọng, trong đó có mười loại hoa màu quan trọng nhất cung cấp 60% năng lượng từ thực phẩm cho con người,[88][89] không hề cần đến sự thụ phấn của côn trùng. Câu nói "Nếu ong biến mất khỏi Trái Đất, loài người sẽ chỉ tồn tại thêm được bốn năm" thường được cho là của Albert Einstein nhưng ông chưa từng nói như vậy.[90][91]
- Bọ ngựa cái hiếm khi ăn thịt con đực khi đang giao phối, đặc biệt là trong môi trường tự nhiên. Trong một nghiên cứu được thực hiện trong phòng thí nghiệm tại trường Đại học trung tâm Arkansas, con cái ăn thịt con đực trước khi giao phối trong 1 trên 45 lần quan sát và con đực cũng ăn thịt con cái với tần suất tương tự.[92]

#### Thực vật

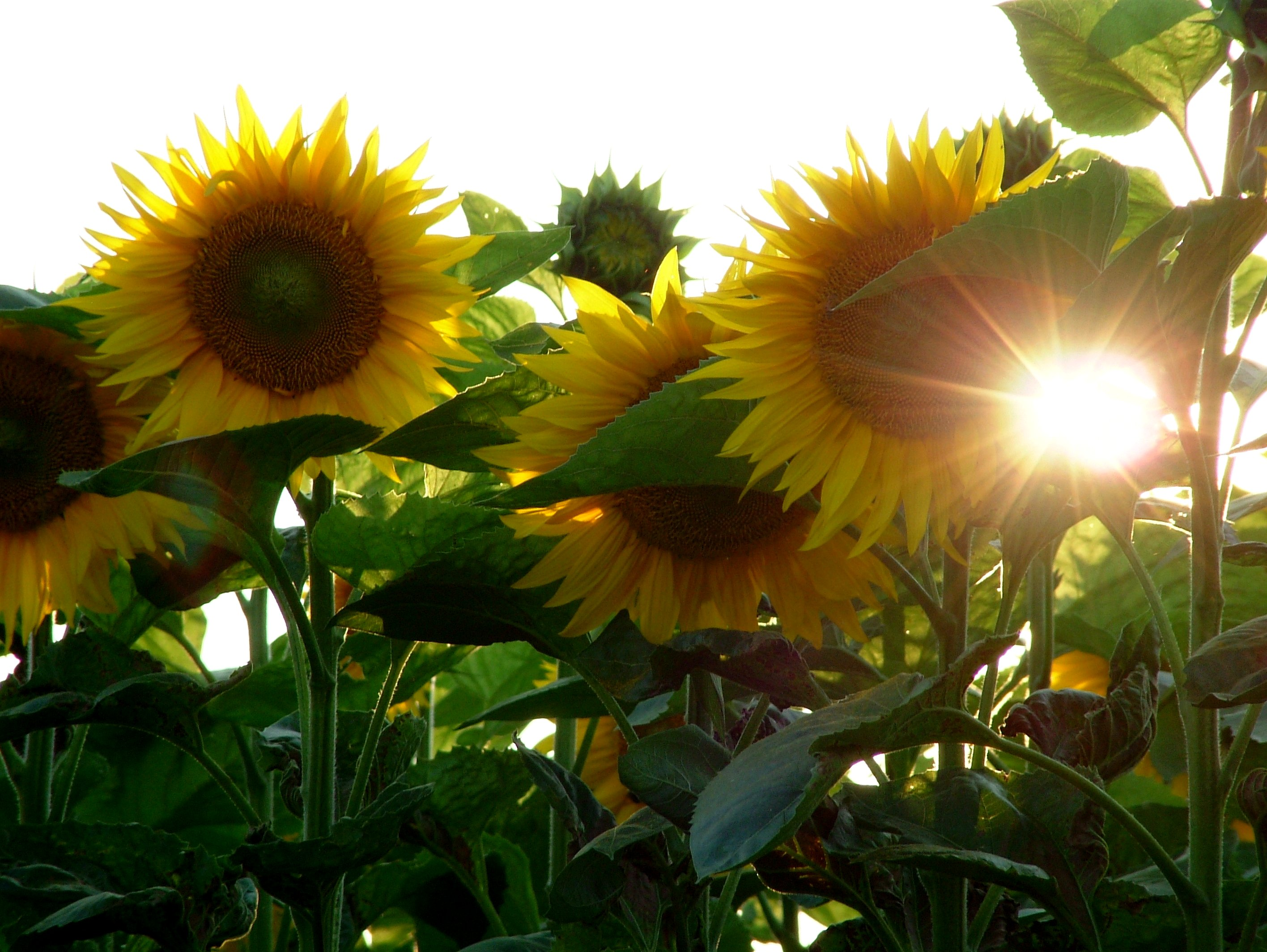
Hoa hướng dương quay ngược lại với mặt trời.

- Thực vật ăn thịt vẫn có thể sống sót mà không cần thức ăn. Việc ăn côn trùng giúp chúng phát triển.[93]
- Hoa hướng dương không phải lúc nào cũng quay về phía mặt trời. Chúng quay về một hướng cố định (thường là hướng Đông) trong suốt cả ngày, nhưng không nhất thiết phải là về phía mặt trời.[94] Chúng thường được bắt gặp quay về phía mặt trời bởi trước khi nở, nụ hoa hướng dương có vươn về phía mặt trời (một hiện tượng có tên là hướng sáng), nhưng sau đó chúng sẽ giữ nguyên hướng mà mình đang quay về khi đang nở.[95]

#### Tiến hóa và cổ sinh vật học
- Mục tiêu của thuyết tiến hóa không phải là giải thích nguồn gốc sự sống[96] hay nguồn gốc và quá trình phát triển của vũ trụ. Thuyết tiến hóa chủ yếu quan tâm đến những thay đổi theo thời gian giữa các thế hệ nối tiếp nhau sau khi sự sống đã bắt đầu.[97] Mô hình khoa học về việc những sinh vật đầu tiên có nguồn gốc từ các phân tử hữu cơ hoặc vô cơ được gọi là abiogenesis, và giả thuyết về sự hình thành của vũ trụ được chấp nhận rộng rãi nhất là mô hình Vụ Nổ Lớn.

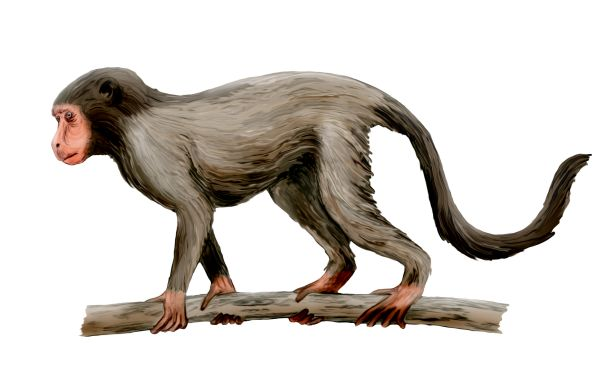
Hình vẽ phục dựng Aegyptopithecus, một loài linh trưởng từng tồn tại trước thời điểm con người và khỉ Cựu Thế giới tách rời khỏi nhau trong lịch sử tiến hóa của loài người

- Loài người không tiến hóa từ tinh tinh, bao gồm cả hai loài tinh tinh còn tồn tại đó là tinh tinh thường và tinh tinh lùn.[98] Tuy nhiên, đúng là loài người và tinh tinh đã tiến hóa từ cùng một tổ tiên.[99][100] Tổ tiên chung gần nhất của người và tinh tinh đã tồn tại khoảng 5 đến 8 triệu năm trước.[101]
- Tiến hóa không phải là quá trình một sinh vật thấp kém trở nên ưu việt hơn, đồng thời không phải lúc nào cũng là quá trình một sinh vật trở nên phức tạp hơn. Trong quá trình tiến hóa, một quần thể sinh vật hoàn toàn có thể trở nên đơn giản hơn và có bộ gen nhỏ hơn.[102][103]
- Sự tiến hóa không có "chủ đích" nâng cao khả năng sinh tồn của một sinh vật.[104][105] Quan niệm sai lầm này một phần xuất phát từ việc các nhà sinh học có xu hướng sử dụng cách diễn đạt khiến người nghe hiểu rằng sự tiến hóa xảy ra một cách có chủ đích;[106] chẳng hạn, "Khủng long có thể đã tiến hóa lông vũ để tìm bạn tình" nghe đỡ cồng kềnh hơn "Lông vũ có thể đã được chọn lọc tự nhiên giữ lại bởi chúng mang đến cho khủng long một lợi thế chọn lọc khi tìm bạn tình so với các đối thủ không có lông vũ".[107]
- Không phải tất cả các loài khủng long đều đã diệt vong trong sự kiện tuyệt chủng Phấn Trắng–Cổ Cận. Chim tiến hóa từ các loài khủng long chân thú có lông vũ nhỏ trong kỷ Jura, và mặc dù đến cuối kỷ Phấn Trắng, phần lớn các loài khủng long đều chấm dứt, nhưng một số loài chim đã sống sót. Vì vậy, khủng long vẫn tồn tại trong hệ động vật ngày nay.[108]
- Con người và khủng long (trừ chim) không sống cùng thời điểm với nhau.[109] Loài khủng long cuối cùng (mà không phải là tổ tiên của chim) biến mất 66 triệu năm trước trong sự kiện tuyệt chủng Phấn Trắng–Cổ Cận, trong khi những cá thể đầu tiên của chi Người xuất hiện từ 2,3 đến 2,4 triệu năm trước, nghĩa là những khủng long cuối cùng mà không phải tổ tiên của chim và những con người đầu tiên sống cách nhau 63 triệu năm. Tuy nhiên, loài người từng chung sống với voi ma mút lông xoăn và mèo răng kiếm—những động vật có vú thường được miêu tả nhầm là sống cùng thời với khủng long.[110]

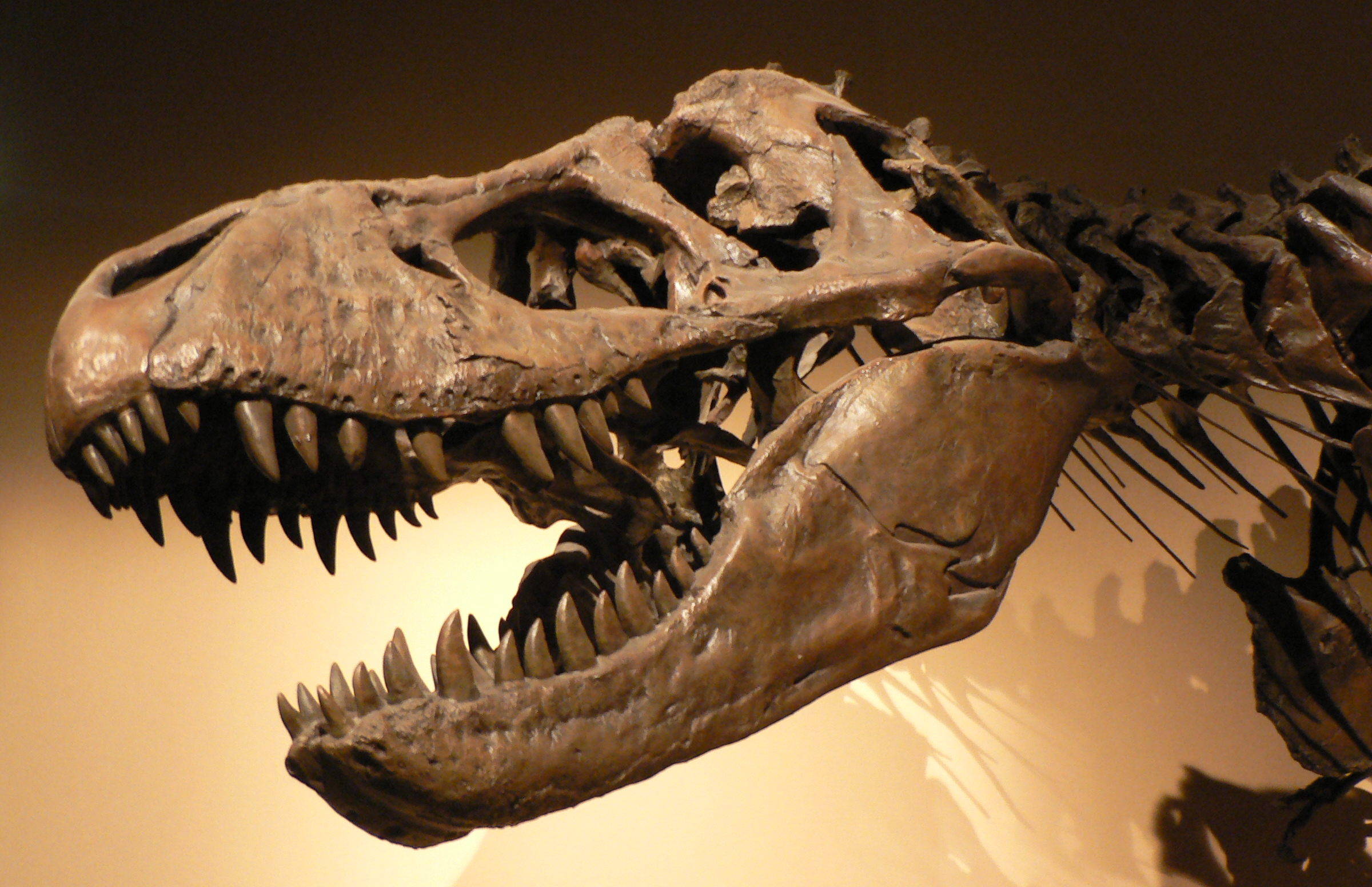
Tyrannosaurus rex, một trong những loài khủng long không phải tổ tiên của chim đã biến mất trong sự kiện tuyệt chủng Phấn Trắng–Cổ Cận xảy ra vào cuối kỷ Phấn Trắng.

- Dầu mỏ không có nguồn gốc từ khủng long mà là từ vi khuẩn và tảo.[111]
- Động vật có vú không tiến hóa từ bất cứ động vật bò sát hiện đại nào; thay vào đó, động vật có vú và bò sát tiến hóa từ cùng một tổ tiên. Không lâu sau khi những động vật giống bò sát đầu tiên xuất hiện (khoảng 320 triệu năm trước vào giữa kỷ Than Đá), chúng tách ra thành hai nhánh: động vật mặt thằn lằn (tổ tiên của bò sát hiện đại) và động vật một cung bên (tổ tiên của động vật có vú).[112] Động vật có vú là những động vật một cung bên duy nhất còn tồn tại.[113]

### Máy tính và Internet
- Máy tính sử dụng hệ điều hành macOS hoặc Linux không miễn nhiễm với các phần mềm độc hại như Trojan hoặc virus máy tính.[114] Vẫn có những phần mềm độc hại được thiết kế dành riêng để tấn công các hệ thống macOS và Linux. Tuy nhiên, đúng là đại đa số các virus được phát triển dành cho Microsoft Windows.[115]
- Deep web không chỉ có nội dung khiêu dâm, trang web buôn lậu ma túy và thông tin tài khoản ngân hàng bị đánh cắp. Khu vực chứa những nội dung phi pháp này chỉ là một phần nhỏ của deep web gọi là "dark web." Phần lớn deep web chứa các thư viện học thuật, cơ sở dữ liệu và bất cứ những gì không được lưu trữ bởi các máy tìm kiếm dữ liệu thông thường.[116]
- Việc duyệt web riêng tư, chẳng hạn như bằng chế độ incognito,  không bảo vệ người dùng khỏi sự theo dõi của các trang web hoặc nhà cung cấp dịch vụ Internet của họ. Các thực thể này vẫn có thể sử dụng những thông tin như địa chỉ IP và tài khoản để nhận diện người dùng.[117]

### Khoa học môi trường

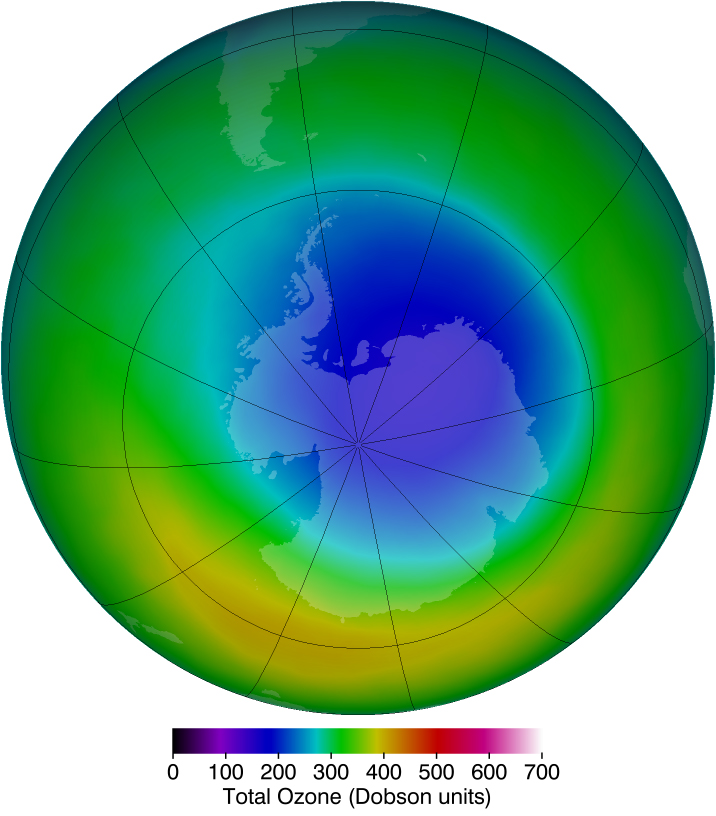
Sự suy giảm ozon không phải là nguyên nhân gây ấm lên toàn cầu.

- Nguyên nhân gây ấm lên toàn cầu không phải là lỗ thủng trên tầng ozon. Sự suy giảm ozon là một vấn đề riêng biệt do các chất chlorofluorocarbon (CFC) bị thải vào khí quyển gây ra.[118][119]

### Cơ thể người và sức khỏe
- Ngủ trong phòng kín bật quạt không gây chết người, trái với quan niệm "chết do quạt" phổ biến ở Hàn Quốc.[120]
- Đánh thức người đang mộng du không gây hại gì đến họ. Đúng là sau khi thức dậy, họ sẽ cảm thấy bối rối hoặc mất phương hướng một lúc nhưng ngoài ra sẽ không có tác hại gì khác. Trái lại, nếu không được đánh thức, người mộng du có thể tự làm mình bị thương nếu vấp phải vật gì đó hoặc mất thăng bằng.[121]
- Việc ăn trong vòng một giờ trước khi bơi không làm tăng nguy cơ chuột rút hay chết đuối. Một nghiên cứu đã cho thấy mối liên hệ giữa việc tiêu thụ đồ uống có cồn với chết đuối, nhưng không có bằng chứng nào cho thấy mối liên hệ với việc ăn.[122]
- Những người xung quanh thường không dễ dàng nhận ra việc một người đang bị đuối nước.[123] Trong hầu hết các trường hợp, phản ứng bản năng khi đuối nước sẽ ngăn nạn nhân vẫy tay hay hét lên,[123] vì thế không nên dựa vào những dấu hiệu này để xác định chuyện gì đang xảy ra. Phần lớn các nạn nhân đuối nước không có biểu hiện kêu cứu nào khi đang trải qua phản ứng này.[124]
- Máu trong tĩnh mạch người không có màu xanh. Máu nghèo oxy (trong tĩnh mạch) có màu đỏ thẫm, còn máu giàu oxy (trong động mạch) có màu đỏ tươi. Quan niệm này có thể bắt nguồn từ việc các mạch máu dưới da trông giống như có màu xanh lam hoặc xanh lục. Điều này có thể do sự tán xạ dưới bề mặt cũng như cách con người tiếp nhận màu sắc. Một nguyên nhân nữa là nhiều biểu đồ minh họa hệ tuần hoàn sử dụng màu sắc để phân biệt giữa tĩnh mạch và động mạch, trong đó tĩnh mạch thường được tô màu xanh và động mạch thường được tô màu đỏ.[125]
- Tiếp xúc với chân không hoặc sự giảm áp không kiểm soát (trong hầu hết trường hợp) không làm cho cơ thể nổ tung hay làm các dịch bên trong cơ thể sôi lên. (Tuy nhiên, các dịch trong miệng và phổi sẽ sôi ở độ cao vượt quá giới hạn Armstrong.) Thay vào đó, con người sẽ mất đi ý thức một khi máu trong cơ thể đã cạn kiệt oxy và sau đó chết vì giảm oxy huyết chỉ trong ít phút.[126]
- Giãn cơ trước hay sau khi tập thể dục đều không làm giảm đau nhức cơ.[127]
- Người nuốt phải xăng thường không cần điều trị khẩn cấp, miễn là xăng nằm trong dạ dày chứ không phải trong phổi, và việc cố gắng nôn xăng ra có thể sẽ khiến vấn đề trở nên nghiêm trọng hơn.[128]
- Nước tiểu không vô trùng, ngay cả ở trong bàng quang.[129]
- Khi đột ngột bị ngập trong nước ở nhiệt độ đóng băng, con người thường không chết do hạ thân nhiệt mà do phản ứng sốc lạnh. Phản ứng này có thể gây ngừng tim, nhồi máu cơ tim hoặc thở gấp, từ đó dẫn đến chết đuối.[130]
- Hài cốt sau khi hỏa táng không phải là tro theo đúng nghĩa. Sau khi quá trình hỏa thiêu kết thúc, các mảnh xương khô sẽ được lấy ra và giã nhỏ thành "tro cốt".[131]

#### Các giác quan

Một sơ đồ vị giác đã bị bác bỏ trong đó lưỡi có các vùng nếm được vị đắng (1), vị chua (2), vị mặn (3) và vị ngọt (4). Trên thực tế, bất cứ vùng nào cũng có thể nếm được tất cả các vị.

- Bất cứ núm vị giác nào cũng có thể cảm nhận tất cả các vị dù chúng nằm ở đâu trên lưỡi,[132] trái với quan niệm phổ biến rằng lưỡi có những vùng cụ thể tương ứng với từng vị.[133]
- Không chỉ có bốn vị cơ bản: ngoài đắng, chua, mặn và ngọt, con người còn có thể cảm nhận được vị umami hay vị "ngọt thịt".[134] Chất béo cũng tương tác với những thụ thể nhất định trong các tế bào núm vị giác, nhưng vẫn chưa có kết luận nào về việc chất béo có phải là vị cơ bản thứ sáu không.[135]
- Con người có nhiều hơn năm giác quan. Tùy theo cách phân loại mà số lượng giác quan có thể lên đến 20. Ngoài thị giác, khứu giác, vị giác, xúc giác và thính giác (năm giác quan được Aristoteles nhận diện), con người còn có thể cảm nhận được sự thăng bằng và tăng tốc, sự đau đớn, vị trí của cơ thể và các chi, cũng như nhiệt độ tương đối.[136] Ngoài ra còn có các giác quan cảm nhận thời gian, tiếng vang, ngứa, áp lực, đói, khát, no, nhu cầu tiểu tiện và đại tiện, cũng như nồng độ carbon dioxide (CO2) trong máu.[137]

#### Da và tóc
- Cạo lông không làm lông mọc lại một cách dày hoặc rậm hơn. Quan niệm này xuất phát từ việc đầu lông chưa cạo được vót nhọn, còn đầu lông sau khi cạo thì cụt và vì thế dày hơn. Lông ngắn cũng không dễ uốn cong bằng lông dài, từ đó góp phần củng cố quan niệm này.[138]
- Các sản phẩm chăm sóc tóc không thể "phục hồi" tóc chẻ ngọn và hư tổn. Chúng chỉ có thể ngăn tình trạng đó xảy ra trong tương lai và khiến tóc trông như đã được phục hồi.[139]
- Nguyên nhân chủ yếu gây ra mụn là yếu tố di truyền chứ không phải là sự thiếu vệ sinh, ăn thực phẩm nhiều dầu mỡ hay các thói quen cá nhân khác.[140]

#### Dinh dưỡng, thực phẩm và đồ uống
- Chế độ ăn gần như không có tác động gì lên quá trình đào thải độc tố của cơ thể và các chế độ ăn thải độc "không được dựa trên cơ sở khoa học nào".[141] Một số nhà khoa học đã gọi những chế độ ăn như thế là một sự "lãng phí thời gian và tiền bạc".[142] Mặc dù vậy, vẫn tồn tại quan niệm sai lầm rằng có những chế độ ăn cụ thể giúp đẩy nhanh quá trình này hoặc có thể loại bỏ những độc tố mà cơ thể không thể tự đào thải.[143] Các độc tố được đào thải khỏi cơ thể qua gan và thận.[141]
- Không cần uống 8 cốc (2–3 lít) nước mỗi ngày để đảm bảo sức khỏe.[144] Lượng nước mà cơ thể cần dựa trên cân nặng, chế độ ăn, mức độ hoạt động, trang phục đang mặc và môi trường xung quanh (nhiệt độ và độ ẩm). Uống nước cũng không phải là cách duy nhất để cung cấp nước cho cơ thể; cơ thể có thể hấp thu nước từ những chất lỏng như nước hoa quả, trà, sữa, súp, v.v. cũng như từ những thực phẩm như hoa quả và rau.[144]
- Uống cà phê và các đồ uống chứa caffein khác không làm cho người đã quen uống bị mất nước, nhưng điều đó có thể xảy ra ở người không uống thường xuyên.[145]

- Đường không gây tăng động ở trẻ em.[146] Các thử nghiệm không cho thấy sự khác biệt nào trong hành vi giữa trẻ được cho ăn chế độ ăn nhiều đường và không đường, ngay cả trong những nghiên cứu trên những trẻ em mắc rối loạn tăng động giảm chú ý hoặc được xem là nhạy cảm với đường.[147] Một phân tích tổng hợp được thực hiện vào năm 2019 không tìm thấy tác động tích cực nào của việc tiêu thụ đường đối với tâm trạng, nhưng đã tìm thấy mối liên hệ giữa tiêu thụ đường với sự giảm sút trong mức độ tỉnh táo và cảm giác mệt mỏi trong vòng một giờ sau khi tiêu thụ, một hiện tượng được gọi là hạ đường huyết phản ứng hay "sugar crash".[148]
- Đồ uống có cồn không làm cho toàn bộ cơ thể ấm lên.[149] Cảm giác ấm là kết quả của việc đồ uống có cồn làm giãn các mạch máu, từ đó các đầu dây thần kinh gần bề mặt da được máu (có nhiệt độ ấm) kích thích nhiều hơn mức bình thường. Điều này thực ra còn có thể làm thân nhiệt giảm xuống khi cơ thể dễ dàng trao đổi nhiệt với môi trường bên ngoài hơn.[150]
- Đồ uống có cồn không trực tiếp khiến tế bào não bị chết.[151] Tuy nhiên, chúng có thể gián tiếp dẫn đến điều đó bằng hai cách: (1) Ở những người thường xuyên tiêu thụ một lượng lớn đồ uống có cồn, não bộ đã thích nghi với mức độ tiêu thụ này và việc đột ngột dừng tiêu thụ có thể dẫn đến ngộ độc kích thích, gây chết tế bào ở nhiều vùng của não bộ.[152] (2) Ở những người nghiện rượu mà đồ uống có cồn chiếm phần lớn lượng calo nạp vào cơ thể hàng ngày, sự thiếu hụt thiamine có thể dẫn đến hội chứng Korsakoff, một hội chứng có liên hệ với sự tổn thương não nghiêm trọng.[153]
- Một chế độ ăn chay hoặc chay thuần có thể cung cấp đủ protein cần thiết cho nhu cầu dinh dưỡng.[154] Thậm chí, chệ độ ăn chay ovo-lacto và ăn chay thuần còn có thể cung cấp nhiều protein hơn mức cần thiết.[155] Tuy nhiên, chế độ ăn chay thuần cần được bổ sung vitamin B12 bằng chế phẩm.[154]
- Khi bị nuốt phải, kẹo cao su không mất bảy năm để tiêu hóa. Trên thực tế, gần như không thể tiêu hóa kẹo cao su và chúng di chuyển qua đường tiêu hóa với tốc độ tương tự như những vật chất khác.[156]
- Thực phẩm cay và cà phê không ảnh hưởng đáng kể đến việc hình thành viêm loét dạ dày tá tràng.[157]
- Chất beta carotene trong cà rốt không làm tăng khả năng nhìn trong đêm tối của người bình thường mà điều đó chỉ đúng với người bị thiếu vitamin A.[158] Quan niệm này có thể xuất phát từ một thông tin sai lệch trong chiến tranh thế giới thứ hai để giải thích việc Không quân Hoàng gia Anh chiến đấu hiệu quả hơn về đêm, mà thực ra là nhờ việc sử dụng radar và đèn báo hiệu màu đỏ trên các bảng điều khiển.[159]
- Nhìn chung, nguyên nhân của béo phì không phải là tốc độ chuyển hóa cơ bản chậm. Tốc độ chuyển hóa cơ bản không khác nhau đáng kể giữa tất cả mọi người. Người thừa cân có xu hướng đánh giá thấp lượng thức ăn mình tiêu thụ, còn người thiếu cân thì lại thường đánh giá cao. Trên thực tế, người thừa cân thậm chí còn có tốc dộ chuyển hóa cao hơn do nhu cầu năng lượng lớn hơn của cơ thể.[160]
- Đậu nành không gây mất cân bằng nội tiết tố nếu được tiêu thụ ở mức thông thường.[161]
- Thứ tự tiêu thụ các loại đồ uống có cồn khác nhau (chẳng hạn như bia rồi đến rượu) không ảnh hưởng gì đến mức độ say hay gây ra tác hại gì.[162]

#### Hành vi tình dục ở người
- Không có cách thủ công nào kiểm tra được trinh tiết và tình trạng màng trinh không nói lên được gì về kinh nghiệm tình dục của một người.[163][164] Việc chảy máu không có mối liên hệ trực tiếp nào đến lần đầu quan hệ tình dục bằng âm đạo và cũng không nói lên được gì về kinh nghiệm tình dục.[163] Các cách kiểm tra trinh tiết thủ công không được dựa trên cơ sở khoa học nào.[165]
- Cả chủng tộc[166] lẫn kích cỡ bàn tay[167] đều không có mối liên hệ gì với kích cỡ dương vật, nhưng tỉ lệ độ dài của các ngón tay thì có thể có.[168]
- Đúng là thai nhi của bố mẹ là anh chị em họ trực tiếp có nguy cơ bị dị tật bẩm sinh nhưng điều này thường bị thổi phồng:[169] nguy cơ đó là 5–6% (tương đương với nguy cơ khi một người phụ nữ 40 tuổi sinh con),[169][170] so với nguy cơ trung bình là 3–4%.[170] Tác động của sự thoái hóa giống là khá nhỏ so với các yếu tố khác và chỉ trở nên rõ rệt nếu được cô lập và duy trì qua nhiều thế hệ.[171]
- Không có cơ sở sinh lý nào chứng minh rằng quan hệ tình dục trước khi thi đấu thể thao sẽ ảnh hưởng tiêu cực đến hiệu quả thi đấu.[172] Trên thực tế, có khả năng quan hệ tình dục làm tăng nồng độ testosterone ở nam giới và điều này có thể tăng cường hiệu quả thi đấu.[173]
- Không có bằng chứng cụ thể nào chứng minh sự tồn tại của điểm G trong âm đạo, và giới khoa học nhìn chung thống nhất rằng trong cơ thể nữ giới không có điểm nào như thế.[174]

#### Não bộ

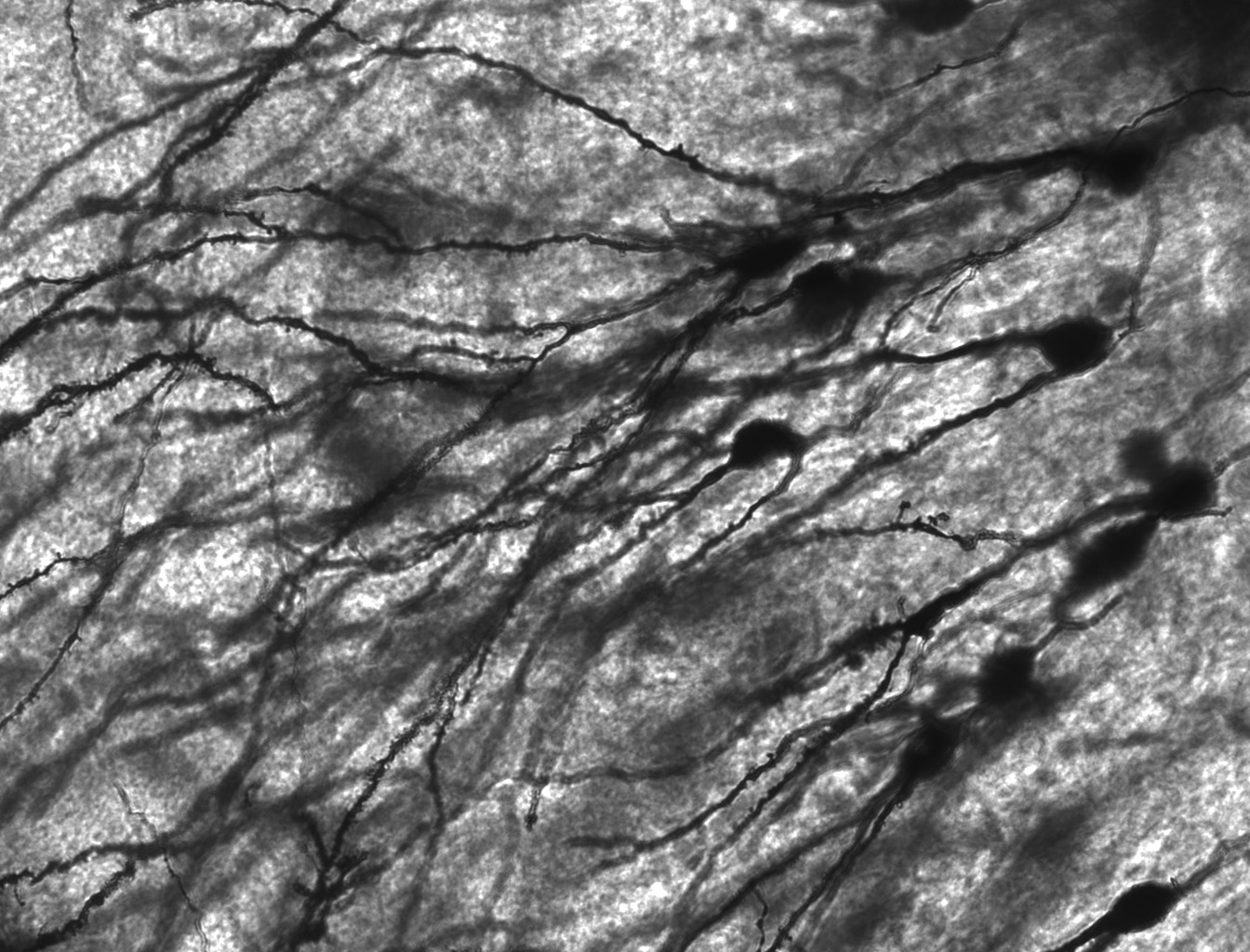
Neuron ở hồi hải mã của người. Con người thường được cho là không thể hình thành tế bào não mới, nhưng nghiên cứu đã cho thấy một số neuron có khả năng tái tạo.

- Giữa hai bán cầu đại não không có sự phân chia một cách tuyệt đối về các chức năng của não bộ.[175] Một số chức năng như nói và ngôn ngữ (chẳng hạn như vùng Broca và vùng Wernicke), thường kích hoạt một trong hai bán cầu não nhiều hơn hơn bán cầu não còn lại khi thực hiện một số tác vụ nhất định. Nếu một người bị tổn thương hoặc cắt bỏ một bán cầu não lúc còn nhỏ, các chức năng này thường được bán cầu não còn lại khôi phục một phần hoặc thậm chí toàn bộ (xem khả biến thần kinh). Một số chức năng khác, chẳng hạn như kiểm soát vận động, ghi nhớ và lý trí được cả hai bán cầu não đảm nhận một cách tương đương.[176]
- Cho đến năm 1998, các chuyên gia y tế từng tin rằng đến năm 2 tuổi, con người đã phát triển toàn bộ số tế bào thần kinh mà mình sẽ có trong suốt cuộc đời.[177] Tuy nhiên, hiện nay khoa học đã phát hiện ra rằng não bộ vẫn có thể tạo ra neuron sau giai đoạn sơ sinh.[178] Một nghiên cứu được thực hiện vào năm 2013 cho thấy ở tuổi già, khoảng 700 neuron mới được tạo ra mỗi ngày ở hồi hải mã.[179]
- Vaccine không gây tự kỷ hay các rối loạn phổ tự kỷ. Quan niệm này bắt nguồn từ kết luận của một nghiên cứu gian dối được thực hiện bởi Andrew Wakefield, một bác sĩ người Anh đã bị tước giấy phép hành nghề. Kết quả của nghiên cứu này không được lặp lại thành công một lần nào và nghiên cứu được kết luận là đã bị thao túng.[180]
- Con người không chỉ sử dụng 10% não bộ. Mặc dù đúng là ở bất kỳ thời điểm nào cũng chỉ có một phần nhỏ neuron thần kinh hoạt động cùng lúc nhưng các neuron không hoạt động vẫn quan trọng.[181] Quan niệm sai lầm này trở nên phổ biến từ đầu thế kỷ 20 và được xem là xuất phát từ William James, người dường như chỉ nói như vậy như một phép ẩn dụ.[182]

#### Bệnh
- Uống sữa hoặc tiêu thụ các sản phẩm từ sữa khác không làm tăng sự sản xuất dịch nhầy.[183] Vì thế, không cần tránh tiêu thụ chúng khi bị nghẹt mũi do cúm hoặc cảm lạnh.
- Cả bẻ khớp lẫn tập thể dục trong điều kiện sức khỏe tốt đều không gây thoái hóa khớp.[184]
- Ăn các loại hạt không làm tăng nguy cơ rối loạn tiêu hóa.[185] Các thực phẩm này thực chất còn có tác dụng bảo vệ.[186]
- Sự căng thẳng không có ảnh hưởng gì lớn đến bệnh cao huyết áp, mặc dù đây là một quan niệm hết sức phổ biến.[187] Nghiên cứu đã cho thấy căng thẳng cấp tính làm tăng huyết áp một cách tạm thời.[187] Căng thẳng mãn tính có thể làm tăng huyết áp một cách kéo dài.[187]
- Khi bị cảm lạnh, màu sắc của đờm và dịch tiết từ mũi không nói lên điều gì về loại tác nhân gây bệnh.[188]
- Vitamin C không có khả năng ngăn chặn cảm lạnh. Nếu được hấp thụ hàng ngày, nó có thể làm giảm thời gian và mức độ nghiêm trọng của cơn cảm, nhưng sau khi bệnh đã khởi phát thì nó không còn tác dụng gì nữa.[189]
- Trong Đông y, sừng tê giác không được dùng làm thuốc kích dục mà được kê để chữa sốt và co giật,[190] tuy nhiên cách dùng này cũng không có cơ sở.
- Bệnh phong cùi không dễ lây nhiễm mà thậm chí còn là một trong những bệnh truyền nhiễm ít khả năng lây nhiễm nhất.[191] Bên cạnh đó, 95% người nhiễm có thể tự chống lại bệnh.[192]
- Rỉ sắt không gây nhiễm trùng uốn ván. Vi khuẩn gây uốn ván Clostridium tetani thường xuất hiện ở những môi trường khiến kim loại dễ rỉ, nên nhiều người liên hệ rỉ sắt với uốn ván. Cụ thể, C. tetani cần môi trường nghèo oxy để sinh sản và điều kiện như vậy tồn tại ở những lớp rỉ hình thành trên các bề mặt sắt dễ hấp thụ oxy.[193]
- Cảm lạnh do mầm bệnh gây ra chứ không phải do nhiệt độ thấp. Tuy nhiên, nhiệt độ thấp có thể làm suy yếu hệ miễn dịch ở một mức độ nào đó.[194]
- Thuốc kháng sinh không có tác dụng gì đối với nhiều loại bệnh và việc lạm dụng chúng không phải là vô hại.[195][196]

### Phát minh
- Thomas Edison không phải là người phát minh ra bóng đèn.[197] Tuy nhiên, đúng là ông đã phát triển bóng đèn thực tiễn đầu tiên với sợi đốt bằng tre vào năm 1880. Không lâu sau vào năm 1881, Joseph Swan phát minh ra bóng đèn sợi đốt xenlulose có hiệu năng còn cao hơn.
- Henry Ford không phải là người phát minh ra xe ô tô hay dây chuyền lắp ráp, nhưng đúng là ông đã nâng cao đáng kể hiệu quả của dây chuyền lắp ráp, đôi khi bằng những kỹ thuật của riêng mình nhưng chủ yếu là thông qua việc tài trợ cho các nhân viên của ông.[198] Karl Benz (đồng sáng lập Mercedes-Benz) được xem là người đã phát minh ra xe ô tô hiện đại đầu tiên,[199] và dây chuyền lắp ráp đã tồn tại trước đó từ lâu.
- James Watt không phải là người phát minh ra động cơ hơi nước,[200] và ông cũng không nảy ra các ý tưởng về động cơ hơi nước từ việc nắp ấm đun nước bị hơi nước làm bật ra.[201] Ông phát triển động cơ hơi nước của mình trên cơ sở cải tiến động cơ Newcomen vốn đã được sử dụng rộng rãi trong các thập niên 1760 và 1770.[202]

### Hóa học và khoa học vật liệu
- Phần lớn kim cương không hình thành từ việc than trải qua áp lực cao. Trên 99% số kim cương từng được khai thác hình thành trong điều kiện nhiệt độ và áp suất rất cao ở độ sâu khoảng 140 kilômét (87 mi) dưới bề mặt Trái Đất. Trong khi đó, than hình thành từ các thực vật tiền sử bị chôn vùi ở gần mặt đất hơn nhiều, và ít khả năng lọt xuống độ sâu dưới 3,2 kilômét (2,0 mi) thông qua các quá trình địa chất thông thường. Phần lớn kim cương đã được xác định tuổi đều cổ xưa hơn các loài thực vật đầu tiên, và vì thế kim cương xuất hiện trước than. Kim cương có thể hình thành từ than trong các vùng hút chìm hoặc ở các hố va chạm thiên thạch, nhưng điều này là rất hiếm và nguồn carbon thường là đá cacbonat và carbon hữu cơ trong các lớp trầm tích chứ không phải than.[203]
- Kim cương không cứng tuyệt đối mà có thể bị mòn hoặc xước: mặc dù kim cương là vật liệu cứng nhất từng được biết đến trên thang Mohs, chúng vẫn có thể bị các viên kim cương khác làm xước,[204] cũng như bị bào mòn bởi những vật liệu không cứng bằng, chẳng hạn như đĩa than.[205]
- Hiện nay, hộp thiếc không được sản xuất chủ yếu từ thiếc mà từ thép hoặc nhôm.[206]

### Toán học

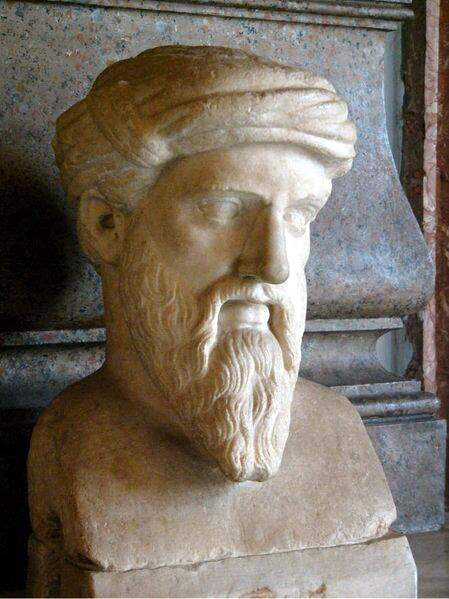
Tượng bán thân Pythagoras tại bảo tàng Capitoline, Rome. Các nhà sử học cổ điển không thống nhất với nhau về việc ông có thật sự là tác giả của bất cứ phát hiện nào trong lĩnh vực toán học hay không.

- Mặc dù triết gia Hy Lạp Pythagoras được biết đến rộng rãi là người có nhiều phát hiện trong toán học,[210][211] các nhà sử học cổ điển không thống nhất với nhau về việc ông có thật sự mang lại đóng góp gì đáng kể cho lĩnh vực này hay không.[208][209] Pythagoras không phải là người tìm ra định lý nổi tiếng được đặt theo tên ông, bởi định lý này đã được các nhà toán học Babylon và Ấn Độ biết đến và ứng dụng từ nhiều thế kỷ trước,[212][213][214][215] nhưng có thể ông là người đầu tiên giới thiệu nó với người Hy Lạp.[216][214]
- Trong toán học, số thập phân vô hạn tuần hoàn 0,999... có cùng giá trị với số 1 mặc dù 0,999... trông có vẻ nhỏ hơn, không khác gì việc 0,333... là một cách ký hiệu phân số 1/3.[217]
- Không có bằng chứng nào cho thấy người Hy Lạp cổ đại thiết kế đền Parthenon theo tỷ lệ vàng một cách có chủ đích.[218] Ngôi đền được hoàn thành vào năm 438 TCN, hơn một thế kỷ trước khi Euclid lần đầu tiên nhắc đến tỷ lệ vàng. Tương tự, tác phẩm Người Vitruvius của Leonardo da Vinci không nhắc đến tỷ lệ vàng, mặc dù nó miêu tả nhiều tỷ lệ khác.[219]

### Vật lý
- Quan niệm rằng sét không bao giờ đánh hai lần vào cùng một chỗ là không có cơ sở. Trong một cơn bão, các tia sét ở một khu vực nhất định có xu hướng đánh vào những vật và địa điểm có quy mô lớn hoặc độ dẫn điện cao. Tòa nhà Empire State ở Thành phố New York bị sét đánh khoảng 100 lần mỗi năm.[220][221]
- Một đồng xu được thả xuống từ tòa nhà Empire State không thể gây chết người hay làm nứt vệ đường, nhưng nó có thể gây thương tích.[222]
- Chết đuổi trong cát lún là điều không thể, trái với những gì các tác phẩm hư cấu thường miêu tả.[223] Tuy nhiên, việc bị mắc kẹt trong cát ở sát một vùng nước có thể gây chết đuối khi mực nước dâng cao.[224]

### Tâm lý học
- Tâm thần phân liệt không phải là một rối loạn đa nhân cách.[225] Tên gọi này chỉ sự phân tách về các chức năng tâm thần chứ không phải về nhân cách.[226]
- Tất cả mọi người đều học hỏi theo những cách tương tự nhau.[227] Cụ thể, không có bằng chứng nào chứng minh sự tồn tại của các phong cách học tập khác nhau,[227] hay cho thấy việc các cách giảng dạy được thiết kế riêng cho những phong cách học tập đó giúp ghi nhớ thông tin tốt hơn.[228]
- Không có bằng chứng nào cho thấy các trò chơi điện tử mang tính bạo lực gây ảnh hưởng tiêu cực gì đến người chơi (chẳng hạn như "khiến người chơi trở nên bạo lực"). Mặc dù vẫn có những trường hợp trò chơi điện tử có tác động lên hành vi của một số tội phạm cá biệt (ví dụ như thủ phạm trong vụ thảm sát Trường Trung học Columbine), các nghiên cứu không tìm thấy mối liên hệ nào giữa trò chơi điện tử bạo lực và tính cách hung hãn,[229] trái lại, các trò chơi điện tử trở nên phổ biến cùng lúc với việc tình trạng bạo lực ở giới trẻ giảm xuống.[230] Mặc dù vậy, sự hoảng loạn về đạo đức xung quanh trò chơi điện tử vào các thập niên 1980, 1990 và 2000, cũng như những sự việc và chế tài cá biệt ở một số quốc gia nhiều khả năng đã góp phần củng cố quan niệm này.[231]

### Vận tải
- Ở tam giác Bermuda không xảy ra nhiều vụ đắm tàu hoặc mất tích bí ẩn hơn so với bất kỳ vùng nước nào khác.[232]
- Chất thải vệ sinh của hành khách trên máy bay không bao giờ được cố tình đổ xuống từ trên không. Tất cả chất thải được chứa trong các bể và sau đó loại bỏ khi máy bay đã hạ cánh.[233] Tuy nhiên, đúng là tàu hỏa chở khách từng xả chất thải xuống đường ray trong quá khứ; tàu hỏa hiện đại được trang bị bể chứa và không loại bỏ chất thải bằng cách này nữa.